# Intensitatea curentului electric
Intensitatea curentului electric, desemnată uneori în limbajul curent prin franțuzismul amperaj, sau numită eliptic curent electric, este o mărime fizică scalară ce caracterizează global curentul electric.
Se definește ca măsurând sarcina electrică ce traversează secțiunea unui conductor în unitatea de timp, sau debitul sarcinii electrice printr-o suprafață dată, de obicei aceasta fiind secțiunea transversală a unui fir conductor:
{\displaystyle I={\frac {\text{q}}{\mathrm {t} }}}  (Unde I este intensitatea curentului, q este sarcina electrica și t timpul.) sau, în funcție de Legea lui Ohm pentru o porțiune de circuit:

{\displaystyle I={\frac {\text{U}}{\mathrm {R} }}} (U este tensiunea electrică, R este rezisțenta electrica.)
Intensitatea curentului electric este o mărime fizică fundamentală a Sistemului Internațional.
În Sistemul Internațional, intensitatea curentului electric se măsoară în amperi, o unitate de bază a Sistemului Internațional, al cărei simbol este A. 
Un amper corespunde unui debit de sarcină electrică de un coulomb pe secundă.
Amperul este definit ca fiind intensitatea unui curent constant care, menținut în două conductoare paralele, rectilinii, de lungime infinită, de secțiune transversală circulară neglijabilă și plasate la o distanță de 1 metru unul de celălalt, în vid, produce între aceste conductoare o forță egală cu 2·10-7 N pe unitatea de lungime (metru).
Conform primei teoreme a lui Kirchhoff, în fiecare nod al unui circuit electric, suma algebrică a intensităților curenților care intră în acel nod este zero. Drept convenție de semn, se consideră că intensitățile curenților sunt pozitive dacă aceștia intră în nod și negative dacă ies din nod.
Dacă secțiunea transversală a conductorului nu poate fi considerată neglijabil de mică și este necesar să se descrie repartiția curentului electric pe suprafața secțiunii, atunci curgerea curentului electric se caracterizează printr-o altă mărime fizică, densitatea de curent. 
Intensitatea curentului electric se măsoară cu ajutorul unui ampermetru, care trebuie conectat în circuit în serie.